# پیمان اتحادیه اروپا
پیمان اتحادیه اروپا یا به‌طور غیررسمی پیمان ماستریخت در تاریخ ۷ فوریه ۱۹۹۲ در شهر ماستریخت کشور هلند و پس از مذاکرات صورت گرفته در تاریخ ۹ دسامبر ۱۹۹۱ بین اعضای European Community امضا و در تاریخ ۱ نوامبر ۱۹۹۳ به اجرا گذاشته شد. این پیمان منجر به ایجاد اتحادیه اروپا شد و پس از ایجاد یکسری اصلاحات توانست خلق واحد پول مشترک یورو را به همراه داشته باشد و اروپا را برای رسیدن به وحدت کامل تا سال ۱۹۹۹ تجهیز کرد.

## اصول پیمان ماستریخت
سه ستون اصلی پیمان ماستریخت عبارت بود از:
- ایجاد اروپای شهروندان (به جای اروپای حقوق‌دانان و سیاست‌مداران)؛
- وحدت پولی تا سال ۱۹۹۷ یا حداکثر ۱۹۹۹؛
- سیاست خارجی و امنیت مشترک